# 京都市立貞教小学校
京都市立貞教小学校（きょうとしりつ ていきょうしょうがっこう）は、かつて京都府京都市東山区にあった公立小学校。
1869年開校、2002年閉校。

## 沿革
- 1869年 - 下京第29番組小学校として開校。
- 2002年 - 京都市立東山小学校へ統合され閉校[2]。
- 2008年 - 跡地に京都市立洛東中学校が移転。
- 2011年 - 京都市立洛東中学校が京都市立開晴小中学校に統合され閉校。跡地に京都市立一橋小学校が移転[3]。
- 2014年 - 京都市立一橋小学校が京都市立東山泉小中学校に統合され閉校。
- 2017年 - 跡地に京都美術工芸大学京都東山キャンパスが開校[2]。